# Yahima Ramírez
Yahima Menéndez Ramírez (Alto Songo, 10 de octubre de 1979) es una deportista portuguesa, de origen cubano, que compitió en judo. Ganó una medalla de oro en el Campeonato Panamericano de Judo de 1994, y una medalla de bronce en el Campeonato Europeo de Judo de 2008.

## Palmarés internacional
| Representando a Cuba     |                           |                   |           |
| Campeonato Panamericano  |                           |                   |           |
| Año                      | Lugar                     | Medalla           | Categoría |
| 1994                     | Santiago de Chile (Chile) | Medalla de oro    | –72 kg    |
| Representando a Portugal |                           |                   |           |
| Campeonato Europeo       |                           |                   |           |
| Año                      | Lugar                     | Medalla           | Categoría |
| 2008                     | Lisboa (Portugal)         | Medalla de bronce | –78 kg    |